# Penaherreraus guianensis
Penaherreraus guianensis là một loài bọ cánh cứng trong họ Cerambycidae.